# Salón del Automóvil de París 2004

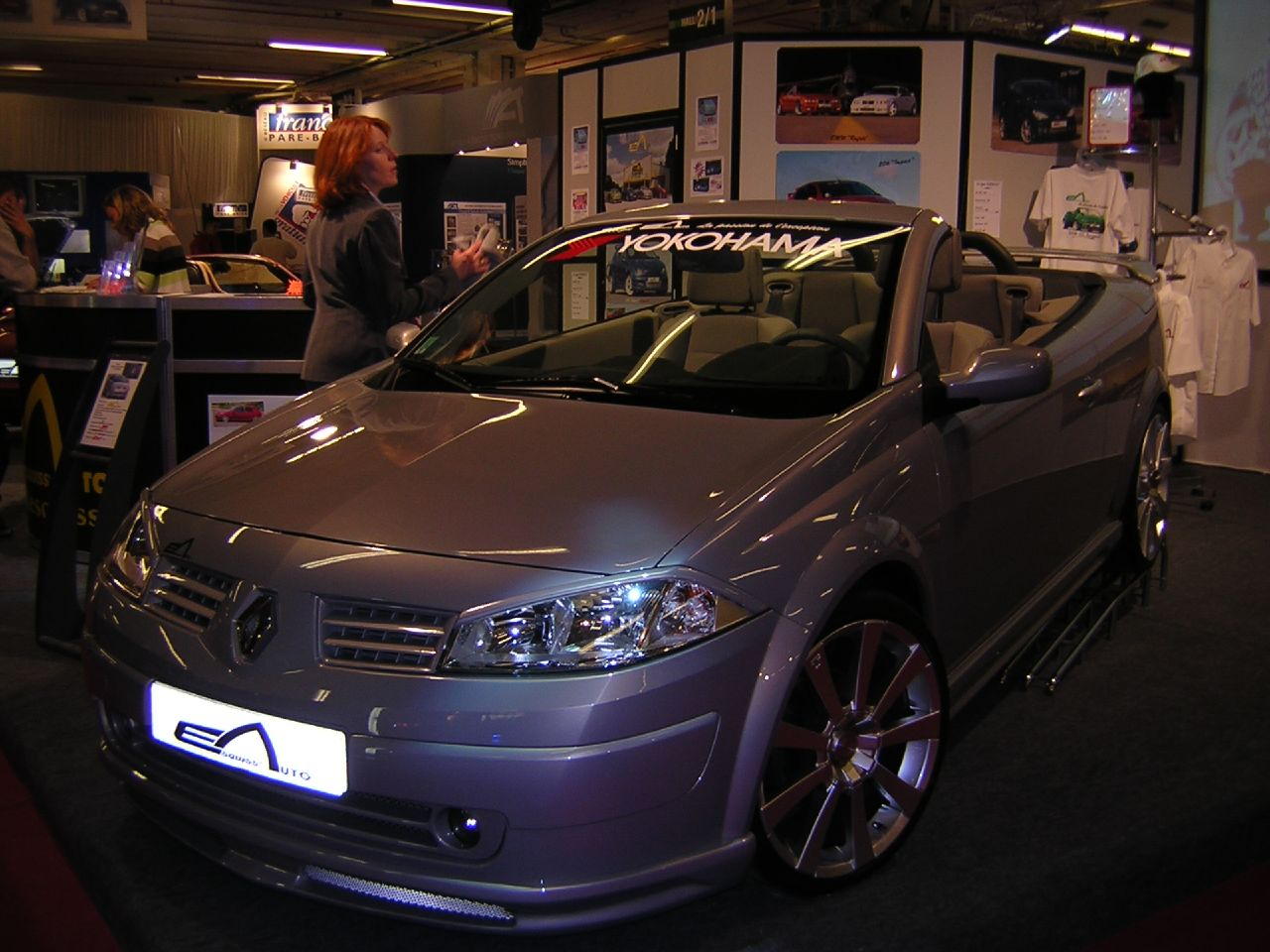
Salón del Automóvil de París 2004, Parque de Exposiciones de la Puerta de Versalles, París.

El Salón del Automóvil de París 2004 tuvo lugar del 25 de septiembre al 10 de octubre de 2004, en Francia, París. Además hubo una exposición adicional, llamada Automobile et la bande dessinée (El vehículo y el cómic) en el Pabellón 8.

## Introducción

### Modelos en producción
- Alfa Romeo 147
- Aston Martin Vanquish S
- Audi A3 Sportback
- Audi A4
- BMW Serie 1
- BMW M5
- Chevrolet Kalos (3 puertas)
- Chevrolet M3X
- Chevrolet S3X
- Chrysler 300C Touring
- Citroën C4
- Citroën C5
- Ferrari F430
- Fiat Panda 4x4 Climbing
- Fiat Stilo Uproad
- Ford Focus (3 y 5 puertas hatchbacks, station wagon)
- Honda CR-V (diésel)
- Honda Jazz
- Hyundai Coupe
- Hyundai Sonata
- Kia Sportage
- Lancia Musa
- Maserati MC12
- Mazda 5
- Mercedes-Benz A-Class
- Mercedes-Benz CLS-Class
- MG TF (sólo para Francia)
- Mitsubishi Colt CZ3/CZT
- Mitsubishi Outlander Turbo
- Opel Astra GTC
- Peugeot 1007
- Peugeot 607
- Peugeot 907
- Porsche 911 Carrera
- Porsche Boxster
- Renault Fluence Concept
- Seat Toledo
- Škoda Octavia Wagon
- Smart Forfour Sportstyle
- Suzuki Swift
- Toyota Land Cruiser
- Volkswagen Golf GTI
- Volvo XC90 V8